# 奥野一雄
奥野 一雄（おくの かずお、1926年5月26日 - 1992年2月17日）は、日本の政治家。衆議院議員（2期、日本社会党）。

## 来歴
北海道函館市出身。1944年札幌逓信講習所卒。のち、北海道函館商業高等学校で学ぶ。函館郵便局や電電公社函館通信部に勤務し、全電通函館支部を結成して、委員長となる。その後、函館市議や北海道議となる。1979年と1983年の函館市長選挙に立候補したが落選した。1983年の第37回衆議院議員総選挙で北海道3区から日本社会党公認で立候補して当選。以来連続2期務める。1990年の第39回衆議院議員総選挙で落選した。1992年2月17日死去、65歳。死没日をもって勲三等旭日中綬章追贈、正五位に叙される。